# David Ajala

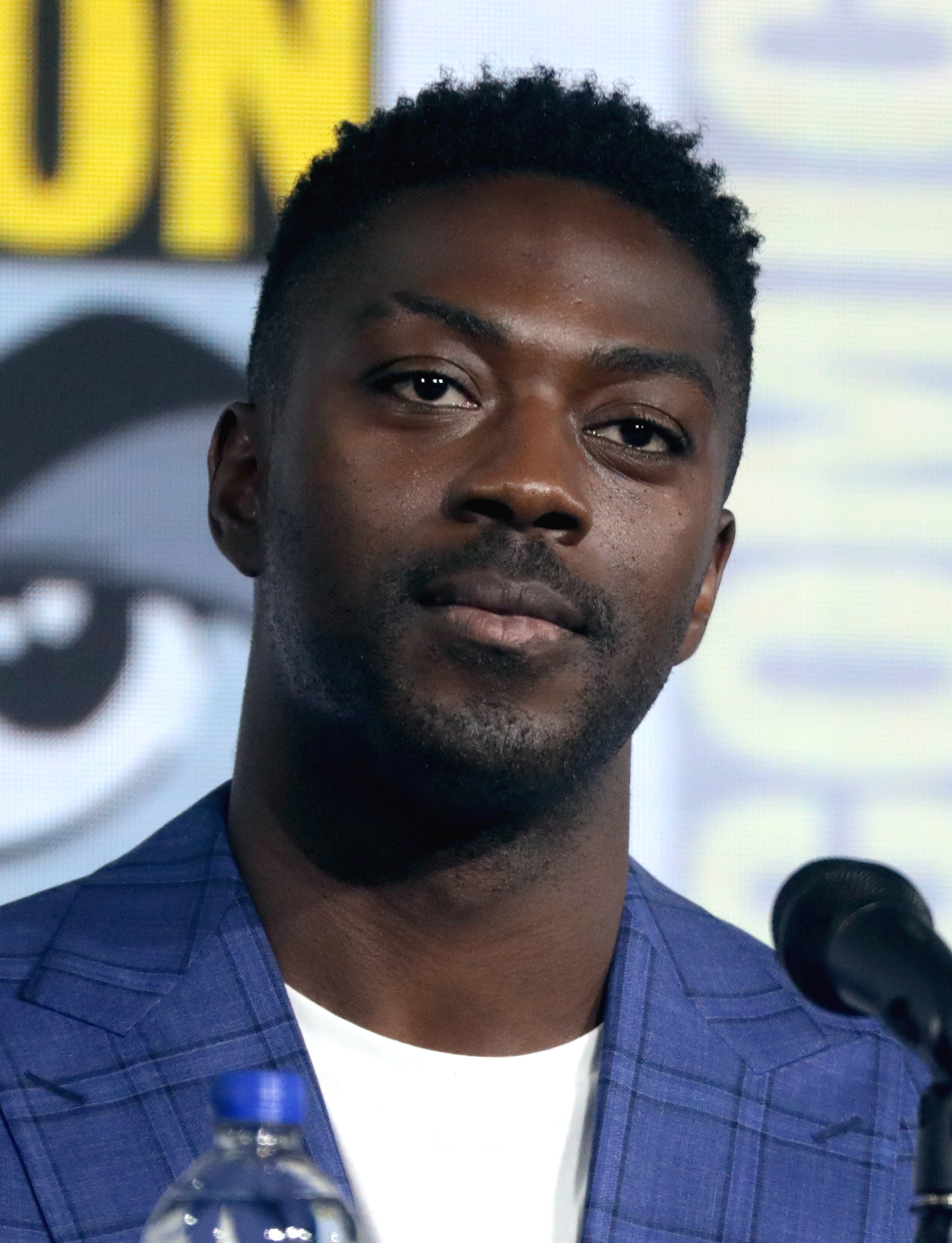
David Ajala auf der Comic Con 2019

David Ajala (* 21. Mai 1986 in Hackney, London) ist ein britischer Schauspieler. Bekanntheit erlangte er vor allem durch seine Rollen aus den Serien Supergirl und Falling Water.

## Leben und Karriere
David Ajala wurde in Hackney, London geboren. Nach dem Schulabschluss lernte er Schauspiel am Anna Scher Theatre und erhielt ein Stipendium für die Courtyard Theatre Drama School. Erste Schauspielerfahrung sammelte er als Mitglied der Royal Shakespeare Company. So spielte er in Inszenierungen von Ein Mittsommernachtstraum und Hamlet.
Seine erste Rolle vor der Kamera übernahm er 2006 im britischen Independentfilm Streets of London – Kidulthood mit einem kleinen Auftritt als Desmond. Die Rolle übernahm er auch in der 2008 erschienen Fortsetzung Streets of London – Tag der Vergeltung. Ebenfalls 2008 war er in einer kleinen Rolle in Christopher Nolans The Dark Knight zu sehen. Anschließend war er vor allem in kleinen Filmen zu sehen und trat als Gastdarsteller in den Serien Doctor Who, Silent Witness, Misfits, Death in Paradise und Black Mirror auf. 2013 spielte er eine kleine Rolle im Actionfilm Fast & Furious 6. 
2014 war er als Will Van Renseller in der Serie Black Box in einer der Hauptrollen zu sehen. 2015 war er als Ibis in Jupiter Ascending zu sehen. 2016 übernahm er als Rate eine Nebenrolle in der Miniserie Beowulf. Ab 2016 spielte er die Hauptrolle des Burton in der US-Serie Falling Water. Die Serie endete 2018 nach einer Laufzeit von zwei Staffeln. 2018 war er als Roy Eris in der kurzlebigen Serie Nightflyers zu sehen. Ebenfalls 2018 übernahm er als Manchester Black eine wiederkehrende Rolle in der Serie Supergirl.
Neben seiner Geburtsstadt London hat er auch Wohnsitze in New York und Los Angeles. Abgesehen von seiner Arbeit vor der Kamera und auf der Bühne leiht Ajala auch gelegentlich Figuren aus Videospielen seine Stimme, beispielsweise in Mass Effect: Andromeda und Need for Speed Payback.

## Filmografie (Auswahl)
- 2006: Streets of London – Kidulthood (Kidulthood)
- 2007: Dream Team (Fernsehserie, 18 Episoden)
- 2008: The Bill (Fernsehserie, eine Episode)
- 2008: Streets of London – Tag der Vergeltung (Adulthood)
- 2008: The Dark Knight
- 2008: Trexx and Flipside (Fernsehserie, 6 Episoden)
- 2009: Hamlet (Fernsehfilm)
- 2010: Doctor Who (Fernsehserie, Episode 5x02)
- 2010: Following Footsteps
- 2011: Silent Witness (Fernsehserie, 2 Episoden)
- 2011: Coming Up (Fernsehserie, Episode 9x03)
- 2011: Zwei an einem Tag (One Day)
- 2011: Misfits (Fernsehserie, Episode 3x06)
- 2012: Payback Season
- 2012: Payback – Tag der Rache (Offender)
- 2012: Dr. Monroe (Fernsehserie, Episode 2x04)
- 2013: Death in Paradise (Fernsehserie, Episode 2x01)
- 2013: Black Mirror (Fernsehserie, Episode 2x03)
- 2013: Fast & Furious 6
- 2013: Law & Order: UK (Fernsehserie, 2 Episoden)
- 2013: Mauern der Gewalt (Starred Up)
- 2014: Black Box (Fernsehserie, 13 Episoden)
- 2014: Emulsion
- 2015: Jupiter Ascending
- 2015: Candice Renoir (Fernsehserie, 1 Episode)
- 2016: Beowulf (Miniserie, 5 Episoden)
- 2016: Kill Command – Die Zukunft ist unbesiegbar (Kill Command)
- 2016: Brotherhood
- 2016: Hooten & the Lady (Miniserie, Episode 1x05)
- 2016: The Break (Fernsehserie, Episode 1x05)
- 2016–2018: Falling Water (Fernsehserie, 20 Episoden)
- 2018: Nightflyers (Fernsehserie, 10 Episoden)
- 2018: Agatha Christie: Mörderische Spiele (Les Petits Meurtres d’Agatha Christie, Fernsehserie, 1 Episode)
- 2018–2019: Supergirl (Fernsehserie, 7 Episoden)
- 2019: Urban Myths (Fernsehserie, Episode 3x04)
- 2020–2024: Star Trek: Discovery (Fernsehserie)
- 2021: Italian Studies